# Engel van Maastricht

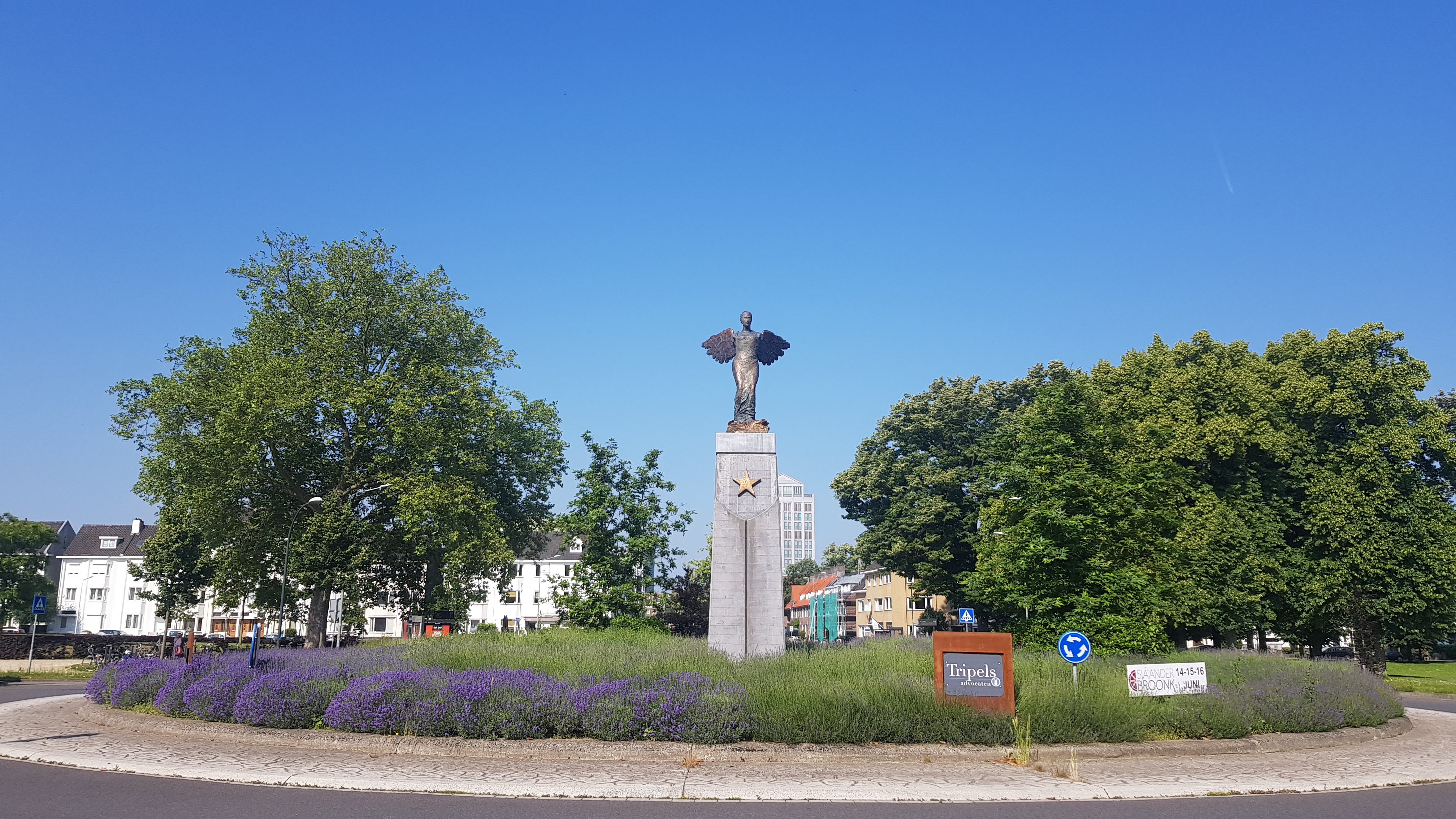
De Engel van Maastricht midden op de rotonde gezien vanuit het oosten

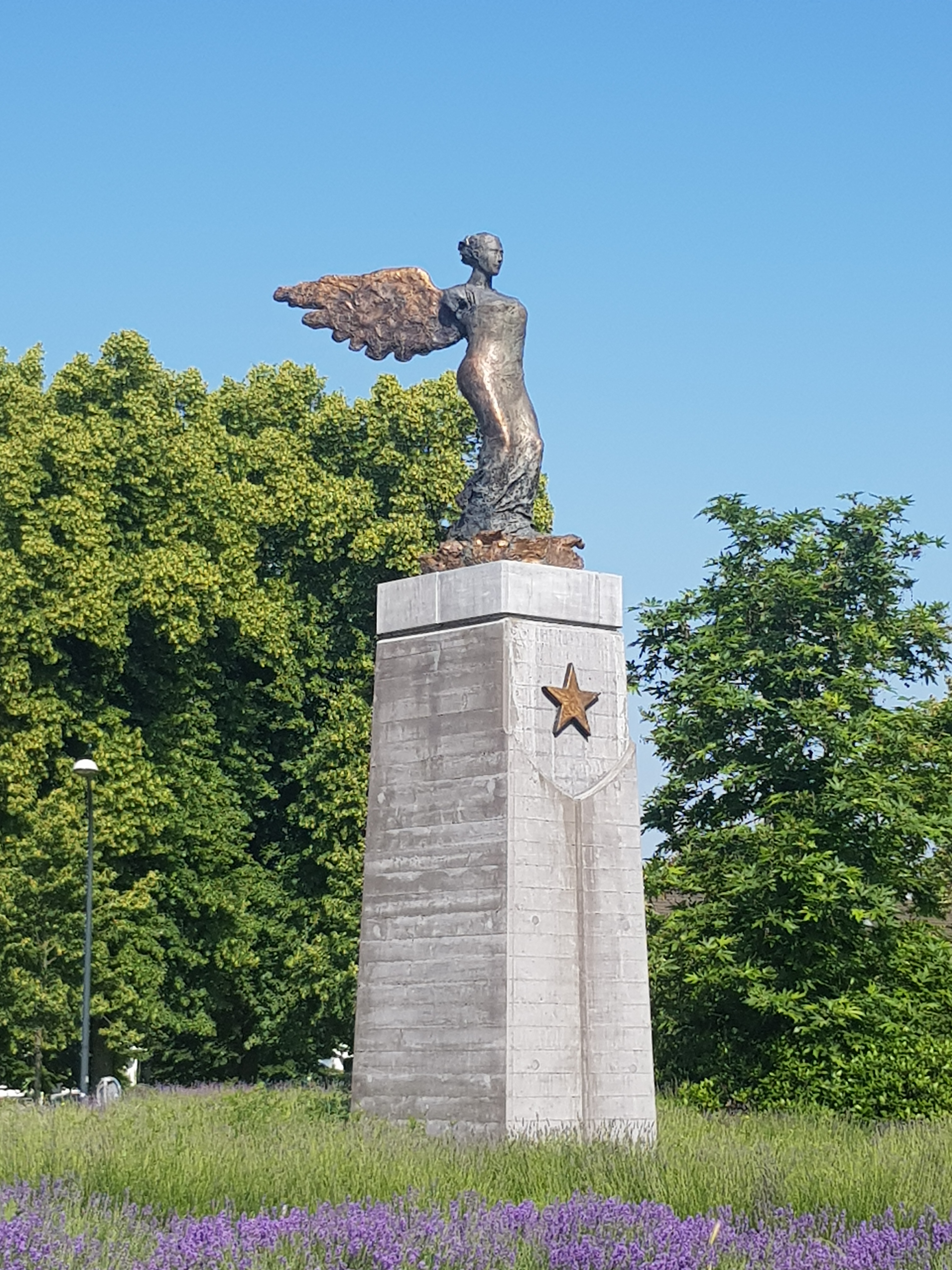
De Engel van Maastricht

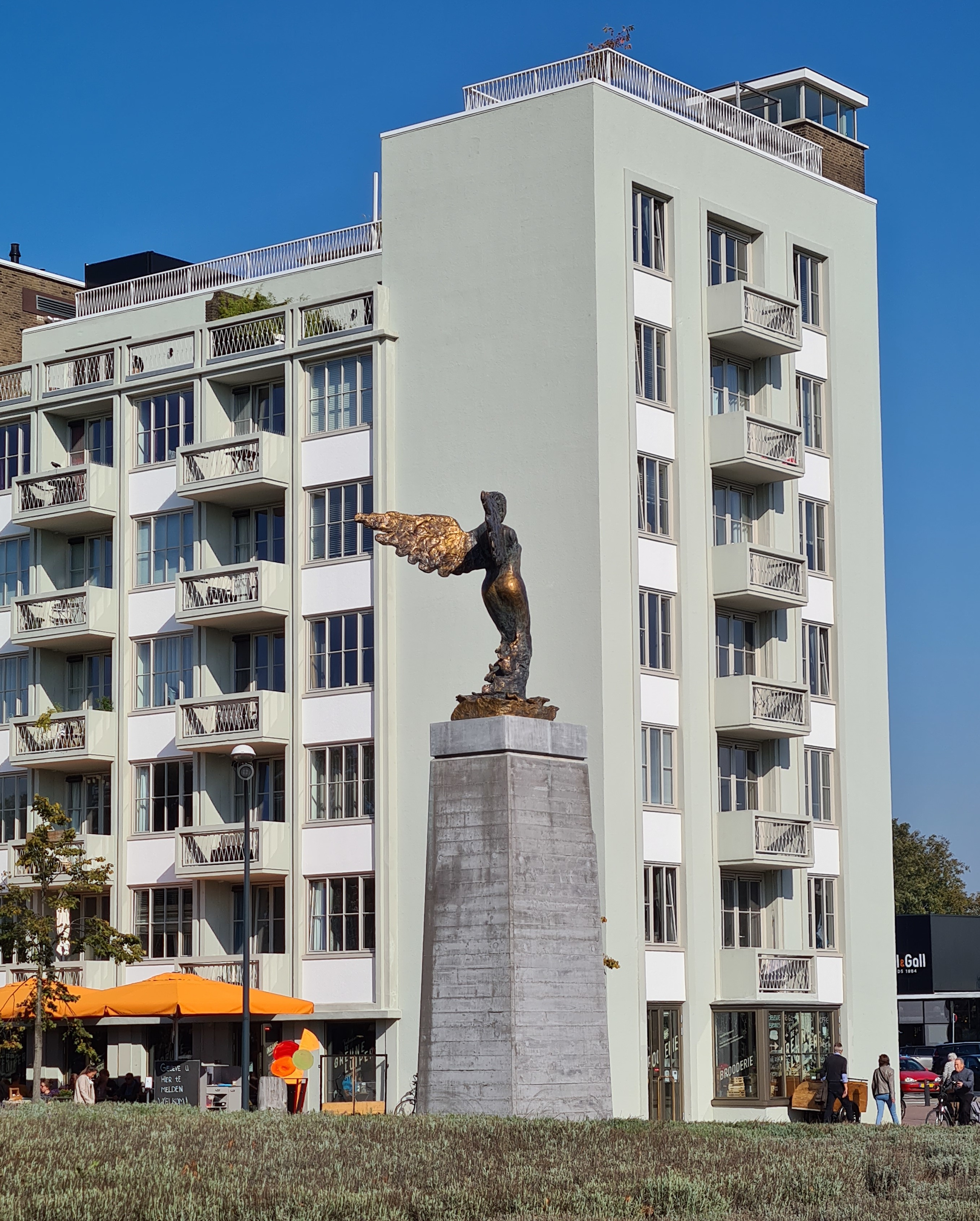
De Engel van Maastricht (achterzijde)

De Engel van Maastricht of d'n Ingel vaan Mestreech is een standbeeld in de Nederlandse stad Maastricht. De sculptuur staat midden op de rotonde op de kruising van de Groene Loper met de Scharnerweg in Maastricht-Oost op de grens van de buurten Wyckerpoort, Wittevrouwenveld en Scharn. Ten westen ervan ligt het Koningsplein-Oranjeplein.
Het beeld staat niet midden op de rotonde, maar ernaast om de groene zichtlijn niet te onderbreken. Tevens staat ze daarbij op het middentunnelkanaal als stabiele ondergrond vanwege het grote gewicht van het standbeeld.
Het beeld is van de hand van kunstenaar Wil van der Laan.

## Geschiedenis
In 1819 werd het stadswapen van Maastricht officieel vastgesteld met daarin opgenomen een engel die achter een schild staat.
Jarenlang lag hier bovengronds de A2 die de stad in twee delen sneed. Met de opening van de Koning Willem-Alexandertunnel in 2016 kwam de snelweg ondergronds te liggen en werd het gebied van de voormalige bovengrondse snelweg heringericht, waarbij er een Groene Loper werd aangelegd met ongeveer halverwege het traject een rotonde.
Op 29 maart 2018 werd het beeld onthuld door Koning Willem-Alexander onder toeziend oog van gouverneur Theo Bovens, burgemeester Annemarie Penn-te Strake, oud-minister van verkeer en waterstaat Karla Peijs, voormalig Tweede Kamerlid en oud-staatssecretaris René van der Linden (CDA) en oud-burgemeester Gerd Leers. Het beeld symboliseert de eenwording van de omliggende wijken.
In oktober 2021 werd op het landgoed van Kasteel Vaeshartelt een kleinere versie van de engel onthuld die de voorstudie was van de engel op de rotonde.
Op 16 december 2021, vijf jaar na de opening van de tunnel, werd op de Gemeenteflat bij de engel een plaquette onthuld. Op deze plaquette staat een gedicht waarin de engel wordt beschreven als bewaakster van de stad Maastricht.

## Beschrijving
Het kunstwerk heeft een hoogte van ongeveer zeven meter en bestaat uit een bronzen beeld van 2,9 meter hoog op een voetstuk van ruim vijf meter hoog. Het geheel heeft een gewicht van 23,5 ton.
Het beeld toont een engel zonder armen met gespreide vleugels die verrijst uit de kolkende Maas. De kolkende Maas is 60 centimeter hoog, de engel zelf 230 centimeter. De sculptuur is uitgevoerd in gegoten brons dat zwart/bruin gepatineerd is, de Franse invloed op Maastricht symboliserend, en gouden accenten heeft, verwijzend naar naar de feestelijk geest van de zuiderling.
Het voetstuk is uitgevoerd in beton met bovenop een deksteen van blauwe steen. Aan de voorzijde is een goudkleurige vijfpuntige ster aangebracht.
Rond het beeld zijn 10 soorten lavendel aangeplant.